# Међународни дан даривања књига
Међународни дан даривања књига (енгл. International Book Giving Day) установљен је 2012. године и од тада се обележава сваког 14. фебруара широм света. То је глобална иницијатива која подстиче појединце, организације и заједнице да деле љубав према читању дајући књиге другима, тако што се нове, коришћене и позајмљене књиге дарују што већем броју људи.

## О манифестацији
Међународни дан даривања књига се обележава широм света са циљем промовисања читања првенствено код деце, али и припадника свих других старосних група. Иницијатива покренута 2012. године у Великој Британији пробудила је велико интересовање код љубитеља књига широм света. Разним акцијама и дешавањима обележава се Дан даривања књига у више од 47 земаље. Између осталог, обележава се и у Аустралији, Канади, Француској, Јапану, Сингапуру, Турској, Немачкој, Бразилу, Египту, Пољској, Грчкој, Португалији, Данској, Индонезији, Кини, Украјини, Хрватској, Бугарској и Србији.
Године 2012. књижевница за децу Ејми Бродмур покренула је кампању за промоцију књиге и читања, креирала и организовала први Међународни дан даривања књига уз помоћ Зои Тофт (ауторка блога Playing by the book и члан FOLIO Sutton Coldfield). Идеју јој је дао њен син тако што јој је рекао да би требало да деле љубав према књигама 14. фебруара. Акција је убрзо јавности пренета путем блога Delightful Children’s Books. Убрзо су се њеној иницијативи широм света прикључиле библиотеке, књижаре, вртићи и школе, а све са циљем да се књиге учине доступним деци и припадницима свих друштвених група. Иницијатива која је започела као напор појединаца прерасла је у глобални покрет са учесницима из различитих земаља који се баве активностима размене књига како би подстакли љубав према читању.
Екслибрис за инаугурациони Међународни дан даривања књига дизајнирала је Клара Вулијами, популарна илустраторка књига за децу и ауторка девет књига. Прво заглавље и лого за Међународни дан даривања књига дизајнирала је књижевница и илустраторка Вивијан Шварц. Године 2013. организатори су пренели активности на Ему Пери која тада постаје организатор догађања поводом Међународног дана давања књига. Пери сада води веб страницу дана.

### Акције
Велики је спектар акција и начина на које појединци, удружења, организације и установе могу да се укључе у обележавање дана даривања књига: могућност поклањања нове или половне књиге некоме из блиске околине (пријатељу, рођаку...); остављање књиге на јавном месту (пошти, чекаоници, на клупи у парку, школском ходнику...); одношење књига у вртиће, школе, библиотеке, прихватилишта за одрасле, домове за незбринуту децу, болнице, домове за стара лица; библиотекама које их даље могу проследити организацијама које се баве радом са децом, одраслима; као и многе друге.  

### Библиотеке у обележавању Дана даривања књига
Библиотеке се током последњих година све више укључују у акцију промовисања књиге и читања обележавајући 14. фебруар, Дан даривања књига. Спроводе акције прикупљања књига од својих чланова и даривањем истих школским установама, вртићима, домовима за стара лица, као и многим другим.

## Галерија
- Међународни дан даривања књига обележен у сомборској библиотеци 14. фебруара 2024. године